# Bruchidius incipiens
Bruchidius incipiens is een keversoort uit de familie bladkevers (Chrysomelidae). De wetenschappelijke naam van de soort werd in 1858 gepubliceerd door Friedrich Anton Kolenati.